# Диосмийтербий
Дио̀смийте́рбий — бинарное неорганическое соединение, интерметаллид
осмия и тербия
с формулой TbOs2,
кристаллы.

## Получение
- Сплавление стехиометрических количеств чистых веществ:

{\displaystyle {\mathsf {2\ Os+Tb\ {\xrightarrow {T}}\ TbOs_{2}}}}

## Физические свойства
Диосмийтербий образует кристаллы гексагональной сингонии, пространственная группа P 63/mmc, параметры ячейки a = 0,5314 нм, c = 0,8802 нм, Z = 4,
структура типа дицинкмагния MgZn2 (фаза Лавеса).